# 生野幸吉
生野 幸吉（しょうの こうきち、1924年5月13日 - 1991年3月31日）は、日本のドイツ文学者、詩人、小説家、翻訳家。東京大学名誉教授。

## 経歴
東京・高円寺生まれ、1947年、東京帝国大学法学部政治科卒業、1951年、東京大学独文科卒、助手となる。
1954年、東京水産大学講師。1954年から 1955年にかけて、ドイツ学術交流会の奨学金によりミュンヘン大学に留学、1961年、東京大学教養学部講師。1964年、東京大学文学部助教授、1973年、教授。1985年定年退官。
その後、大阪経済法科大学教授。1986年、千葉大学教授。
1991年3月31日、死去。墓所は多磨霊園(11-1-10)
詩人として「歴程」同人。1966年『生野幸吉詩集』で高村光太郎賞受賞。詩集に『浸礼』。また小説集『私たち神のまま子は』『徒刑地』がある。

## 詩集・小説
- 『飢火』（河出書房） 1954
- 『生野幸吉詩集』（思潮社） 1966
- 『生野幸吉詩集』（思潮社、現代詩文庫） 1969
- 『私たち神のまま子は』（新潮社） 1970
- 『徒刑地』（中央公論社） 1971
- 『氷期』（文学書林） 1975
- 『杜絶』（詩学社） 1988

## 評論
- 『闇の子午線 パウル・ツェラン』（岩波書店） 1990

## 翻訳
- 『マルテの日記』（ライナー・マリア・リルケ、河出書房） 1955
- 『コロンブスのむすこ』（ハンス・バウマン、岩波少年文庫） 1958
- 『大雪』（ゼリーナ・ヘンツ、岩波書店） 1965
- 『みつばちマーヤの冒険』（ヴァルデマール・ボンゼルス、河出書房、少年少女世界の文学） 1967
- 『リルケ詩集』（白凰社） 1967
- 『イスラエルの受難』（ネリー・ザックス、三修社） 1968
- 『ふしぎの国のアリス』（ルイス・キャロル、福音館書店） 1971
- 『若きヴェルテルの悩み』（ヨハン・ヴォルフガング・フォン・ゲーテ、筑摩書房） 1977
- 『大きな魚にのまれたヨナ』（C・ブッラ、岩波書店） 1977
- 『赤ずきん』（グリム兄弟、岩波書店） 1978
- 『もじゃもじゃペーター』（ハインリッヒ・ホフマン、集英社） 1980
- 『星座の伝説』（モニカ・バイスナー、メルヘン社） 1981
- 『わがままな巨人』（オスカー・ワイルド、集英社） 1982
- 『ラプンツェル』（グリム兄弟、集英社） 1982
- 『ねっこぼっこ』（ジビュレ・フォン・オルファース、福武書店） 1982
- 『ディオニュソス頌歌』（フリードリヒ・ニーチェ、「全集4 第2期」白水社） 1987
- 『ドイツ名詩選』（檜山哲彦共訳、岩波文庫） 1993

## 論文
- <生野幸吉